# 窄叶绣线菊
窄叶绣线菊（学名：Spiraea dahurica）为蔷薇科绣线菊属下的一个种。

## 扩展阅读
- 維基物種上的相關：窄叶绣线菊